# Каньитас-де-Фелипе-Пескадор (муниципалитет)
Каньитас-де-Фелипе-Пескадор (исп. Cañitas de Felipe Pescador) — муниципалитет в Мексике, входит в штат Сакатекас.